# Liste der bernischen Staatsschreiber
Diese Liste zeigt die Staatsschreiber des Kantons Bern (Leiter der Staatskanzlei des Kantons Bern) seit 1803.

| Staatsschreiber        | von  | bis  | Bemerkungen |
| ---------------------- | ---- | ---- | ----------- |
| Gottlieb Thormann      | 1803 | 1816 |             |
| Samuel Abraham Gruber  | 1816 | 1827 |             |
| Albrecht Friedrich May | 1827 | 1837 | [ 1 ]       |
| Gottlieb Hünerwadel    | 1838 | 1846 | [ 2 ]       |
| Albrecht Weyermann     | 1846 | 1850 |             |
| Moritz von Stürler     | 1850 | 1882 | [ 3 ]       |
| Gottlieb Berger        | 1882 | 1891 |             |
| Hermann Kistler        | 1891 | 1916 | [ 4 ]       |
| Alfred Rudolf          | 1916 | 1928 |             |
| Hans Schneider         | 1928 | 1961 |             |
| Hans Hof               | 1961 | 1969 |             |
| Rudolf Stucki          | 1969 | 1971 |             |
| Martin Josi            | 1971 | 1985 |             |
| Kurt Nuspliger         | 1985 | 2013 |             |
| Christoph Auer         | 2013 |      | [ 5 ]       |